# Amores perros (reality show)
Amores perros es un reality show chileno producido y transmitido por Canal 13.
26 participantes (compuesto por 13 perros y sus respectivos amos) inicialmente entraron a la producción. La premisa del concurso consiste en reunir a perros y sus dueños, con el fin de buscar a la mejor dupla en el primer reality para perros. Además los participantes competirán cada semana para no ser eliminados y así ganar un gran premio final.
El ingreso de los participantes al concurso fue el 19 de febrero de 2016 y el programa se estrenó dos semanas después, el 4 de marzo de 2016. Ubicado en Providencia, el reality comienza con 13 duplas. Las duplas deben competir en desafíos que ponen a prueba sus propias habilidades y su compatibilidad como un equipo.

## Producción

Providencia en donde se filma el programa.

El programa se estrenó el 4 de marzo de 2016 por Canal 13. Para realizar el reality el director se inspiró en diversos programas de televisión y en la película Amores perros, que lleva el mismo nombre del reality.

### Casting
El casting para definir a los 13 integrantes de la experiencia, junto a sus perros, comenzó el 23 de noviembre de 2015. La lista oficial de los participantes fue dada a conocer el día miércoles 2 de marzo de 2016.

## Recepción
Amores perros, en su debut, llegó a ser Trending Topic a nivel mundial con positivos comentarios en esta red social. El espacio alcanzó un promedio de 7.3 puntos de ráting entre las 22:37 y las 00:31 horas. En ese mismo horario, TVN marcó 3.1, Mega 15.4 y Chilevisión obtuvo 12.6 unidades. En su segundo capítulo el espacio alcanzó un promedio de 6.1 puntos de ráting entre las 22:35 y las 00:38 horas. En ese mismo horario, TVN marcó 2.8, Mega 18.0 y Chilevisión obtuvo 12.9 unidades.